# Аббасов, Вагиф Магеррам оглы
Аббасов, Вагиф Магеррам оглы (род. 5 октября 1952, Мирбаширский район, село Джамилли) — азербайджанский химик. Доктор химических наук, академик,  действительный член АН Азербайджана. Генеральный директор Института нефтехимических процессов Азербайджана (с 2011).

## Биография
Родился 5 октября 1952 года в семье учителя в селе Джамилли Тертерского района Азербайджана.
В 1973 году с отличием окончил химический факультет Азербайджанского государственного педагогического института.
В 1973 году был принят в аспирантуру Института нефтехимических процессов им. Ю. Г. Мамедалиева (ИНХП) и проучился там до 1977 года.
В 1978 году успешно защитив кандидатскую диссертацию на тему «Синтез и испытания антистатических присадок на основе синтетических нафтеновых кислот». Получил учёную степень кандидата химических наук.
В 1991 году защитил докторскую диссертацию на тему: «Аминные и хромовые комплексы на основе олефинов и некоторых кислот как ингибиторы коррозии металлов и антистатические присадки к углеводородным жидкостям». Доктор химических наук.
В 1977—1983 годах работал младшим научным сотрудником, научным сотрудником, старшим научным сотрудником данного института.
В 1978—1981 годах был одним из активных членов Азербайджанского правления Всесоюзного химического общества имени Д.И. Менделеева. Дважды был награжден премией и дипломом этого общества.
С 1984 по 2006 год возглавлял лабораторию «Ингибиторы коррозии и консервационные жидкости».
С 2006 года — заведующий кафедрой «Химия и технология многофункциональных реагентов».
В 2007—2008 годах — заведующий лабораторией, заведующий отделом, заместитель директора по научной работе ИНХП.
С 1992 года профессор.
Директор Института нефтехимических процессов НАН Азербайджана (с 2011).
Член-корреспондент (с 2001), действительный член НАНА (с 2014).
Преподаватель кафедры «Химия нефти и химическая технология» Бакинского государственного университета.
Автор 387 научных работ, 20 авторских свидетельств, 7 монографий, 10 учебников для вузов, 6 учебников для общеобразовательных школ, 13 учебных пособий, 3 патентов Российской Федерации, 19 патентов Азербайджана.
Под его руководством подготовлено 6 докторов и 20 кандидатов наук.

## Научные достижения
В 1982 году под руководством В.М. Аббасова был создан многофункциональный ингибитор коррозии ВФИКС-82. Государственная комиссия Министерства нефтяной промышленности СССР приняла результаты промышленных испытаний и разрешила его применение в промышленности. Этот реагент используется на нефтяных месторождениях Азербайджана с 1983 года. В 1985—1986 годах были проведены испытания этого ингибитора на нефтяных месторождениях Западной Сибири и началось его применение. В 1988 году завод минеральных удобрений России получил лицензию на технологию производства реагента ВФИКС-82 и организовал его промышленное производство. В 1987 году ингибитор ВФИКС-82 был награждён серебряной медалью ВДНХ СССР. В 1990 году Комитет по науке и технике СССР выдал лицензию на его продажу в зарубежные страны.
В 1984 году под руководством В.М. Аббасова была создана антистатическая присадка АП-Л34-1, испытанная в промышленных условиях на Пермском авиамоторном заводе и Тбилисском авиационном заводе и введена в эксплуатацию.
В 1986 году В.М. Аббасов и его коллеги создали ингибитор сероводородной коррозии под названием «Каспий», провели промышленные испытания на НПЗ им. Г. Алиева, освоили его производство и применение. В настоящее время этот ингибитор используется для защиты резервуара стабилизации бензина на этом заводе.
В 1990 году был создан новый ингибитор коррозии «Каспий-2», который прошёл промышленные испытания на Тенгизском месторождении Западного Казахстана. Результат превысил технические требования для этого месторождения.
В 1995 году на Бакинском НПЗ был создан и прошёл промышленные испытания ингибитор «Каспий-Х», и в том же году началось его применение. В настоящее время применение ингибитора продолжается.
В 2003 году была разработана технология очистки лечебной нафталанской нефти, и организовано  производство «белой нафталанской нефти». Эта нефть зарегистрирована как лекарственное средство в Азербайджане и на Украине.
В 2009 году создан производитель огнезащитной пены «НКПИ-34-2», проведены промышленные испытания и организовано производство. Министерство по чрезвычайным ситуациям Азербайджана выдало лицензию на производство и применение этого реагента.
В 2003 году создан очиститель накипи «Баку», проведены промышленные испытания на нефтеперерабатывающих заводах. В настоящее время он используется на Бакинском нефтеперерабатывающем заводе.
В 2009 году создан ингибитор «Каспи-Х(М)». После испытаний ингтбитора начато его применение.
В 2011 году создан деэмульгатор-ингибитор «Хазар-24». Его сравнили с деэмульгаторам «Дисольван» из Германии. После пройденных испытаний «Хазар-24» признали более пригодным для применения.

### Научно-организационная деятельность
- Председатель Учёного совета ИНХП (с ноября 2011)
- Председатель диссертационного совета при ИНХП
- Главный редактор журнала «Нефтехимия и процессы нефтепереработки» (с 2003)
- Действительный член Международной академии экологии и природопользования им. Алтунина.[5]
- Член президиума ассоциации «АССОКОР» (1988—1992)
- Действительный член Европейской Академии Естественных наук (2013)
- Иностранный член Российской Академии Естественных наук (2013)
- Академик Международной тюркской академии (2013)

### Научные работы
- Аббасов В.М., Гасымов З.З., Набибекова Х.А. Изучение влияния присадки АП-Л34-1 на антистатические свойствa светлых нефтепродуктов. Ж. «Транспорт и хранение нефтепродуктов углеводородного сырья», Москва, 1988, N4.
- Аббасов В.М. Перспективные направления синтеза ингибиторов сероводо-родной коррозии для сред с аномальным содержанием H2S и CO2 Ж. «Азербайджанское нефтяное хозяйство», N11-12, 1994, с.45-50.
- Аббасов В.М., Мамедов И.А. Исследование механизма защитного действия ингибиторов коррозии в двухфазной системе. Ж. «Защита от коррозии и охрана окружающей среды», 1995, N10, с.6-8.
- Аббасов В.М., Исаев Г.А., Джафарова Р.А. Структурно-групповой состав ароматических углеводородов нафталанской нефти и ее люминесценция. Ж. «Азербайджанское нефтяное хозяйство», 1999, N2, с.24-26.
- В.М.Аббасов, А.Н.Гасанов, Д.Н.Мамедов, Н.Н.Мусаев, Г.А.Наджафова, Н.Р.Абдуллаева. Отличительные особенности лечебной нафталанской нефти от некоторых промышленных нефти Азербайджана. Журнал. Процессы Нефтехимии и нефтепереработки. 2005, 3(22), с.32-34.
- Аббасов В.М., Г.А.Исаев. Лечебная нефть Нафталана «Азербайджан: проблемы разбития», 1996, 5 июня- N 22(43), с. 16-19.
- Аббасов В.М., А.С.Абдуллаев, Г.С.Гарайев, Н.Д.Ялийев, Э.Я.Исайева, З.В.Аббасова. Naftalan neftinin naften karbohidrogenlərinin açıq sınıq yaralarının müalicəsinin tətbiqi. IV Bakı Beynəlxalq Məmmədəliyev adına neft-kimya konfransının məruzələrinin tezisləri. 2000, 19-22 sentyabr, c.327.
- Аббасов В.М., Г.А.Исаева, М.М.Аббасова. Результаты исследований лечебной Нафталанской нефти из различных скватин. Процессы нефтехимии и нефтепереработки. 2000, N2, с.26-29.
- Аббасов В.М., Г.А.Исаева. Лечебная Нафталанская нефть: вчера, сегодня и в перепектеве. Процессы нефтехимии и нефтепереработки. 2000, N3, с.31-35.
- Аббасов В.М., Самедов А.М., Алиева Л.И., Самедов М.А. Антикоррозионные свойства солей нефтяных-кислот в условиях морской нефтедобычи. Практика промивокоррозионной защиты, №1 (51), 2009,с.10-14.
- Аббасов В.М., Шаи-Минг Пенг, Р.Г.Исмаилов, Л.М.Эфендиева, Зейналов Э.Б., Агамалиев З.З. Получение нафтеновых кислот при каталитическом участии пятиядерного комплекса. Процессы нефтехимии и нефтепереработки, 10, 3-4 (39-40), 2009, С.252-254.
- Аббасов В.М., Зейналов Э.Б., Агамалиев З.З. и др. Оптимизация получения СНК окислением дизельной фракций смеси бакинских нефтей. Москва, Нефтепереработка и нефтехимия, 2010, №11, С.42-46.
- Аббасов В.М., Алиева Л.И., Алиева Ф.М., Махмудова Л.А., Талыбова А.Г., Габибуллаев Р.Ф. Разработка оптимального режима нитрования высших линейных олефинов оксидом азота. Практика противокоррозионной защиты. Москва, 2011, №3 т.61, С.64-70.
- Н.Р.Абдуллаева, Т.А.Исмаилов, Р.С.Магеррамов, Т.А.Мамедова, Х.Р.Велиев, В.М.Аббасов. Синтез и исследование антистатических присадок к дизельным топливам на основе нефтяных кислот. Нефтехимия. Москва. 2011. №5. С.88-94.
- V.M.Abbasov, F.İ.Səmədova, Q.M.Qasımov, L.İ.Əliyeva, C.Q.Quliyev. Neft və neft-kimya məhsullarına azərbaycan respublikasının dövlət standartları. Bakı. “Elm”. 2012. 191 C. Kitab
- M.Hany Abd-El-Lateef, V.M.Abbasov, L.I.Aliyeva. “Novel corrosion inhibitors for protection from CO2 corrosion”. LAP Lambert Academic Publishing.- Germany. 2012. 228 P. Kitab
- V.M.Abbasov, Hany M. Abd.El-Lateef, L.I.Aliyeva, T.I.Ismayilov. “Corrosion inhibition of carbon steel in oil flied formation water containing CO 2 by some surfactants from the type of fatty acids”.// “International Porous and Powder Materials” adlı konfrans.-3-6 sentyabr 2013.-İzmir Türkiyə.-S 30.
- V.M.Abbasov, Adel.A.Mazzouk, A.H.Talybov, S.Z.Kasimova, O.A.Aydemirov. “Synthesis of 2,4,5-Triphenyl imidazole Derivatives using 1,4-Dimethyl Pipra- rinium Hydrogen Sulfate as Green, Reusable Catalyst”.// International Porous and Powder Materials” adlı konfrans.-3-6 sentyabr 2013.-İzmir Türkiyə.-S 26.
- G.A.Muhtarova, N.Kh.Efendiyeva, Z.A.Gasimova, H.C.İbrahimov, V.M.Abbasov. “İnfluence of Regime Parameters to the Hydrocracking process of Goudron in the presence of suspended nanosized catalysts”. // International Porous and Powder Materials” adlı konfrans.-3-6 sentyabr 2013.-İzmir Türki- yə.-S 52.
- Hany M. Abd.El-Lateef, V.M.Abbasov, L.I.Aliyeva, A.A.Qasimov, I.T.Ismayilov. “Inhibition of carbon steel corrosion in CO 2 -saturated brine us- 58 ing some newly surfactants based on palm oil: Experimental and theoretical in- vestigations”.// Journal of Material Chemistry and Physics.- 29 July 2013.-P 1- 10.
- В.М.Аббасов, Р.П.Джафаров, Е.Ш.Абдуллаев, Е.Дж.Агазаде, Э.К.Гасанов. «Оптимизация процесса создания консервационных жидкостей на основе амидоаминов и нитропродуктов». // Мир нефтепродуктов, № 8, 2013, С.17-20.
- Vagif M. Abbasov, Hany M. Abd El-Lateef, Sevinc A. Mamedxanova, Leylufer I. Aliyeva, Teyyub A. Ismayilov et al. Inhibitive Effect of Some Natu- ral Naphthenates as Corrosion Inhibitors on the Corrosive Performance of Car- bon Steel in CO 2 -Saturated Brine. // International Journal of Scientific Research in Environmental Sciences (IJSRES), Volume 1, 2013, p. 166-178.
- G.A.Muhtarova, N.Kh.Efendiyeva, Z.A.Gasimova, H.C.İbrahimov, V.M.Abbasov. “İnfluence of Regime Parameters to the Hydrocracking process of Goudron in the presence of suspended nanosized catalysts”. // International Porous and Powder Materials” adlı konfrans.-3-6 sentyabr 2013.-İzmir Türki- yə.-S 52.
- Hany M. Abd.El-Lateef, V.M.Abbasov, L.I.Aliyeva, A.A.Qasimov, I.T.Ismayilov. “Inhibition of carbon steel corrosion in CO 2 -saturated brine us- 58 ing some newly surfactants based on palm oil: Experimental and theoretical in- vestigations”.// Journal of Material Chemistry and Physics.- 29 July 2013.-P 1- 10.
- В.М.Аббасов, Р.П.Джафаров, Е.Ш.Абдуллаев, Е.Дж.Агазаде, Э.К.Гасанов. «Оптимизация процесса создания консервационных жидкостей на основе амидоаминов и нитропродуктов». // Мир нефтепродуктов, № 8, 2013, С.17-20.

## Награды и звания
- Серебряная медаль ВДНХ СССР (1987)
- «Нагрудный знак Ведущий изобретатель СССР» (1987)
- Орден Почёта Министерства нефтехимической промышленности СССР (1989)
- Медаль имени академика Ю.Г. Мамедалиева (1996)
- Орден Почёта НАНА (2000)
- «Передовой работник образования Азербайджана» (нагрудный знак Министерства образования Азербайджана, 2004)
- «Заслуженный учитель Азербайджана (2005)
- Орден «Слава» (2005)
- Премия «Наука и технологии» Организации экономического сотрудничества исламских стран (2009)
- Почётная медаль Международного Сократовского комитета за вклад в мировую науку (2013, Англия)
- Международная  золотая медаль за особые заслуги в научных исследованиях (2013, Анкара, Турция)
- Международная премия Ататюрка (2014)
- Почётный диплом Президента Азербайджана (2019)[6]